# Другий шанс (роман)
Другий шанс (англ. 2nd Chance) — другий роман з серії «Клуб жіночих убивств», написаний Джеймсом Паттерсоном та Ендрю Гроссом. Він є продовженням роману «Померти першим»

## Сюжет
Лейтенант Ліндсей Боксер все ще приходить до тями після недавньої загибелі свого партнера і лише нова справа, а саме розслідування серії вбивств, які включають вбивство 11-річної дівчини та літньої жінки, допомагають їй відновити свої сили. У ході розслідування вона віднайшла зв'язок між бандою в'язнів під назвою Химера. Після того, як снайпер убив офіцера поліції, а потім і її боса, стало цілком зрозуміло, що усі підозри впали на колишнього поліцейського Френка Кумбса.
З розвитком сюжету стало відомо, що Джилл вагітна, Клер стає мішенню для банди в'язнів Химера, Сінді починає зустрічатися з пастором убитої дівчини, та згодом повертається батько Ліндсей.
Після тривалого переслідування Френка Кумбса, Ліндсей нарешті вийшла на слід справжнього вбивці, сина Френка, Рості Кумбса, його сліди ведуть до башти на кампусі коледжу, де він відкрив стрілянину і вбив кілька студентів. Рості уже не важливо буде чи буде він далі жити чи ні, проте ввирішує помститися за свого батька. Ліндсей вбиває Рості на вежі коледжу.
В кінці роману Ліндсей отримує лист від свого батька з Мексики, у якому він просить вибачення за те що брехав про своє жахливе минуле, також він пише, що купив човен, який назвав Батеркап, саме так він пестливо називав її.
Це історія з присмаком помсти.